# Neocerambyx grandis
Neocerambyx grandis là một loài bọ cánh cứng trong họ Cerambycidae.